# Józef Schreier
Józef Schreier (ur. 18 lutego 1909 w Drohobyczu, zm. 1943 tamże) – polski matematyk żydowskiego pochodzenia, przedstawiciel lwowskiej szkoły matematycznej.

## Życiorys
Urodził się 18 lutego 1909 r. w Drohobyczu. Był synem Bernarda (Berla) Schreiera (1877–1939), rabina drohobyckiej gminy żydowskiej, nauczyciela języka niemieckiego i religii mojżeszowej w drohobyckim Gimnazjum im. Władysława Jagiełły oraz Matyldy Schreier. Bernard Schreier był nauczycielem kontraktowym, pracował w szkole od 1922 do 1937 roku po czym przeszedł w stan spoczynku. Zmarł w 1939 roku. Matka zmarła w getcie w Drohobyczu w 1943 roku.
Józef ukończył gimnazjum w 1927 roku i po maturze rozpoczął studia na Wydziale Matematyczno-Przyrodniczym Uniwersytetu Jana Kazimierza. W 1930 roku opublikował w „Studia Mathematica” swoją pierwszą rozprawę Ein Gegenbeispiel zur Theorie der schwachen Konvergenz. Podczas studiów został członkiem Polskiego Towarzystwa Matematycznego. Zamieszkiwał w Drohobyczu, przy ul. Bednarskiej 8. Pracę magisterską O pewnym zagadnieniu z organizacji turniejowej napisaną pod kierunkiem H. Steinhausa obronił w 1931 roku. Rok później opublikowano ją pod tytułem O systemach eliminacji w turniejach.
Współpracował ze Stanisławem Ulamem, z którym opublikował osiem prac. Razem udowodnili twierdzenie Baire'a–Schreiera–Ulama i twierdzenie Schreiera–Ulama.
W Księdze Szkockiej znalazło się dziesięć problematów autorstwa Schreiera, w tym kilka z Ulamem. Schreier zamieścił w niej również kilka rozwiązań kwestii postawionych przez innych matematyków. Razem z Ulamem byli jedynymi studentami, których dopuszczono na ten poziom matematycznego wtajemniczenia.
W 1932 roku ożenił się z Zofią Rosenblatt. 
W kwietniu 1934 roku Schreier przedstawił rozprawę doktorską O skończonej bazie w grupach topologicznych. Egzaminy doktorskie z matematyki i logiki zdał 30 maja 1934 roku. Jego promotorem był Stefan Banach. Nie mając szans na uzyskanie pracy na Uniwersytecie Lwowskim, w pierwszym półroczu 1939 roku uczył matematyki w prywatnej szkole średniej w Drohobyczu, a w roku szkolnym 1940/1941 w Gimnazjum na Sokole w Borysławiu.
Po zajęciu Drohobycza przez Niemców, ukrywał się w bunkrze wybudowanym przez kupca Rappaporta pod Halą Targową na Małym Rynku. W kwietniu 1943 roku ktoś doniósł o kryjówce hitlerowcom. Józef Schreier popełnił samobójstwo, przyjmując cyjanek.
Ze społeczności drohobyckich Żydów, liczącej przed II wojną światową ponad 10 000, przeżyło wojnę i Holokaust niespełna 400 osób. Wśród nich znalazła się Zofia Schreier.
Zofia Schreier (secundo voto Siwan) urodziła się 26 listopada 1914 roku w Wiedniu, była córką Isaaca Rosenblatta i Reginy z domu Liebermann. Ukończyła studia na Wydziale Prawa Uniwersytetu Jana Kazimierza we Lwowie w 1937 roku. W 1943 roku przeniosła się z Drohobycza do Warszawy. Przeżyła okupację w Warszawie pod nazwiskiem Różańska. Po powstaniu warszawskim była ukrywana przez Polaków w Grodzisku Mazowieckim. Po wojnie pracowała w Warszawie w Ministerstwie Finansów jako radca prawny. W sierpniu 1957 roku wyjechała do Izraela i w listopadzie 1960 roku wyszła ponownie za mąż. Zmarła na nowotwór kości 22 lipca 1991 roku w Tel Awiwie.
Z nazwiskiem Józefa Schreiera związane są takie pojęcia jak przestrzenie Schreiera czy teoria Schreiera-Ulama.